# Garbage (álbum)
| Críticas profissionais | Críticas profissionais |
| Avaliações da crítica  | Avaliações da crítica  |
| Fonte                  | Avaliação              |
| ---------------------- | ---------------------- |
| allmusic               | [ 1 ]                  |
| Rolling Stone          | [ 2 ]                  |

Garbage é o álbum de estreia da banda americana Garbage, lançado a 7 de Agosto de 1995.
Garbage sintetizou este álbum com elementos do rock e música eletrônica. O álbum vendeu mais de 1 milhão de cópias só nos Estados Unidos e 3 milhões mundo a fora.[carece de fontes?]
"Vow" foi o primeiro single do álbum, que foi vendido em uma caixinha de metal, destacou-se bem como single de estreia. "Only Happy When It Rains" e "Stupid Girl" terminaram de reforçar o sucesso.

## Faixas
1. "Supervixen" – 3:55
2. "Queer" – 4:36
3. "Only Happy When It Rains" – 3:56
4. "As Heaven Is Wide" – 4:44
5. "Not My Idea" – 3:41
6. "A Stroke Of Luck" – 4:44
7. "Vow" – 4:30
8. "Stupid Girl" (Garbage, Strummer, Jones) – 4:18
9. "Dog New Tricks" – 3:56
10. "My Lover's Box" – 3:55
11. "Fix Me Now" – 4:43
12. "Milk" – 3:53

### Edição Japonesa Faixas Bônus
1. "Subhuman" – 4:36
2. "#1 Crush" – 4:56
3. "#1 Crush" (Nellee Hooper remix) – 4:49

### Special Edition
Lançado na Coreia do Sul e Singapura.
1. "#1 Crush" (Nellee Hooper remix) – 4:49
2. "Girl Don't Come" – 2:33
3. "Subhuman" – 4:36
4. "Sleep" – 2:11

### Tour Edition
Lançado na Austrália e Japão.
1. "Milk" (Rabbit in the Moon mix) – 5:46
2. "Stupid Girl" (Tee's radio mix) – 3:47
3. "Queer" (Danny Saber mix) – 5:39
4. "Dog New Tricks" (The Pal mix) – 4:03
5. "Alien Sex Fiend" – 4:38